# Rob Page
Robert John Page (Llwynypia, 3 september 1974) is een Welsh voetbaltrainer en voormalig voetballer die als verdediger speelde. Hij speelde in zijn carrière onder andere voor Watford, Sheffield United en Coventry City. Op 3 november 2020 werd Page interim-bondscoach van het Welsh voetbalelftal, waarna hij in april 2021 definitief werd aangesteld als bondscoach. Na het mislopen van het EK 2024 vertrok hij in juni van dat jaar als bondscoach.

## Clubcarrière
Page speelde in de jeugd van Watford FC en maakte ook bij deze club zijn profdebuut in 1993. Hij speelde tot 2001 ruim tweehonderd competitiewedstrijden voor de club, waarin hij als verdediger twee keer tot scoren kwam. In het seizoen 1997/98 werd Page met Watford kampioen in de Football League Second Division, op dat moment het derde Engelse niveau. In 1999 werden de play-offs van het tweede niveau gewonnen, waardoor Page in 2000 voor het eerst in de Premier League uitkwam, maar de ploeg degradeerde direct. In 2001 maakte hij op huurbasis de overstap naar Sheffield United, waarna de club hem definitief overnam. In Sheffield kwam Page tot ruim honderd duels, voor hij in 2004 naar Cardiff City vertrok. Tussen 2005 en 2008 kwam Page uit voor Coventry City. In 2008 speelde hij kortstondig voor Huddersfield Town. Eind 2008 tekende Page een contract bij Chesterfield FC, waar hij in de nadagen van zijn carrière nog drie seizoenen speelde.

## Interlandcarrière
Page speelde voor verschillende jeugdelftallen van Wales. Page speelde zijn eerste interland voor het Welsh voetbalelftal op 14 december 1996 in een WK-kwalificatieduel tegen Turkije (0–0). Hij kwam in totaal tot 41 duels, waarvan één als aanvoerder. Page kwam in die duels niet tot scoren.

## Trainerscarrière
Page begon zijn trainerscarrière bij Port Vale in 2014, waar hij uiteindelijk twee jaar werkzaam bleef. In 2016 maakte hij de overstap naar Northampton Town. Een jaar later werd Page bondscoach van Jong Wales. In 2019 werd hij assistent-bondscoach van Ryan Giggs bij het Welsh voetbalelftal. Op 3 november 2020 werd Page aangesteld als interim-bondscoach van het Welsh voetbalelftal, nadat Giggs verdacht werd van mishandeling. In april 2021 werd de positie van Giggs onhoudbaar en werd Page gepromoveerd tot bondscoach. Onder zijn leiding speelde Wales het uitgestelde EK 2020, waarin Wales achter Italië (1–0 verlies) als tweede in de groep eindigde, voor Zwitserland (1–1) en Turkije (0–2 winst). In de achtste finale werd Wales uitgeschakeld door Denemarken (0–4). Bovendien kwalificeerde Wales zich onder zijn leiding voor het WK 2022 door in een play-off van Oekraïne (1–0) te winnen. Het was voor het eerst sinds 1958 dat Wales zich voor een WK plaatste. Wales werd echter op het toernooi in Qatar laatste in de poule met 1 punt. Wales slaagde er onder leiding van Page niet in zich te kwalificeren voor het EK 2024. Het land werd derde in de poule achter Turkije en Kroatië, en verloor in de play-offs in maart 2024 na strafschoppen van Polen. Page verliet de post van bondscoach in juni 2024 na een doelpuntloos gelijkspel tegen voetbaldwerg Gibraltar en grote nederlaag tegen EK-ganger Slowakije (4–0). Hij werd opgevolgd door Craig Bellamy.
| Interlands Wales onder leiding van Rob Page | Interlands Wales onder leiding van Rob Page | Interlands Wales onder leiding van Rob Page | Interlands Wales onder leiding van Rob Page | Interlands Wales onder leiding van Rob Page |
| №                                           | Datum                                       | Wedstrijd                                   | Uitslag                                     | Competitie                                  |
| Als interim-bondscoach                      | Als interim-bondscoach                      | Als interim-bondscoach                      | Als interim-bondscoach                      | Als interim-bondscoach                      |
| ------------------------------------------- | ------------------------------------------- | ------------------------------------------- | ------------------------------------------- | ------------------------------------------- |
| 1                                           | 12 november 2020                            | Wales – Verenigde Staten                    | 0 – 0                                       | Vriendschappelijk                           |
| 2                                           | 15 november 2020                            | Wales – Ierland                             | 1 – 0                                       | UEFA Nations League 2020/21                 |
| 3                                           | 18 november 2020                            | Wales – Finland                             | 3 – 1                                       | UEFA Nations League 2020/21                 |
| 4                                           | 24 maart 2021                               | België – Wales                              | 3 – 1                                       | WK 2022 kwalificatie                        |
| 5                                           | 27 maart 2021                               | Wales – Mexico                              | 1 – 0                                       | Vriendschappelijk                           |
| 6                                           | 30 maart 2021                               | Wales – Tsjechië                            | 1 – 0                                       | WK 2022 kwalificatie                        |
| Als bondscoach                              |                                             |                                             |                                             |                                             |
| 7                                           | 2 juni 2021                                 | Frankrijk – Wales                           | 3 – 0                                       | Vriendschappelijk                           |
| 8                                           | 5 juni 2021                                 | Wales – Albanië                             | 0 – 0                                       | Vriendschappelijk                           |
| 9                                           | 12 juni 2021                                | Wales – Zwitserland                         | 1 – 1                                       | EK 2020 – Groepsfase                        |
| 10                                          | 16 juni 2021                                | Turkije – Wales                             | 0 – 2                                       | EK 2020 – Groepsfase                        |
| 11                                          | 20 juni 2021                                | Italië – Wales                              | 1 – 0                                       | EK 2020 – Groepsfase                        |
| 12                                          | 26 juni 2021                                | Wales – Denemarken                          | 0 – 4                                       | EK 2020 – Achtste finale                    |
| 13                                          | 1 september 2021                            | Finland – Wales                             | 0 – 0                                       | Vriendschappelijk                           |
| 14                                          | 5 september 2021                            | Wit-Rusland – Wales                         | 2 – 3                                       | WK 2022 kwalificatie                        |
| 15                                          | 8 september 2021                            | Wales – Estland                             | 0 – 0                                       | WK 2022 kwalificatie                        |
| 16                                          | 8 oktober 2021                              | Tsjechië – Wales                            | 2 – 2                                       | WK 2022 kwalificatie                        |
| 17                                          | 11 oktober 2021                             | Estland – Wales                             | 0 – 1                                       | WK 2022 kwalificatie                        |
| 18                                          | 13 november 2021                            | Wales – Wit-Rusland                         | 5 – 1                                       | WK 2022 kwalificatie                        |
| 19                                          | 16 november 2021                            | Wales – België                              | 1 – 1                                       | WK 2022 kwalificatie                        |
| 20                                          | 24 maart 2022                               | Wales – Oostenrijk                          | 2 – 1                                       | WK 2022 kwalificatie                        |
| 21                                          | 29 maart 2021                               | Wales – Tsjechië                            | 1 – 1                                       | Vriendschappelijk                           |
| 22                                          | 1 juni 2022                                 | Polen – Wales                               | 2 – 1                                       | UEFA Nations League 2022/23                 |
| 23                                          | 5 juni 2022                                 | Wales – Oekraïne                            | 1 – 0                                       | WK 2022 kwalificatie                        |
| 24                                          | 8 juni 2022                                 | Wales – Nederland                           | 1 – 2                                       | UEFA Nations League 2022/23                 |
| 25                                          | 11 juni 2022                                | Wales – België                              | 1 – 1                                       | UEFA Nations League 2022/23                 |
| 26                                          | 14 juni 2022                                | Nederland – Wales                           | 3 – 2                                       | UEFA Nations League 2022/23                 |
| 27                                          | 22 september 2022                           | België – Wales                              | 2 – 1                                       | UEFA Nations League 2022/23                 |
| 28                                          | 25 september 2022                           | Wales – Polen                               | 0 – 1                                       | UEFA Nations League 2022/23                 |
| 29                                          | 21 november 2022                            | Verenigde Staten – Wales                    | 1 – 1                                       | WK 2022 – Groepsfase                        |
| 30                                          | 25 november 2022                            | Wales – Iran                                | 0 – 2                                       | WK 2022 – Groepsfase                        |
| 31                                          | 29 november 2022                            | Wales – Engeland                            | 0 – 3                                       | WK 2022 – Groepsfase                        |
| 32                                          | 25 maart 2023                               | Kroatië – Wales                             | 1 – 1                                       | EK 2024 kwalificatie                        |
| 33                                          | 28 maart 2023                               | Wales – Letland                             | 1 – 0                                       | EK 2024 kwalificatie                        |
| 34                                          | 16 juni 2023                                | Wales – Armenië                             | 2 – 4                                       | EK 2024 kwalificatie                        |
| 35                                          | 19 juni 2023                                | Turkije – Wales                             | 2 – 0                                       | EK 2024 kwalificatie                        |
| 36                                          | 7 september 2023                            | Wales – Zuid-Korea                          | 0 – 0                                       | Vriendschappelijk                           |
| 37                                          | 11 september 2023                           | Letland – Wales                             | 0 – 2                                       | EK 2024 kwalificatie                        |
| 38                                          | 11 oktober 2023                             | Wales – Gibraltar                           | 4 – 0                                       | Vriendschappelijk                           |
| 39                                          | 15 oktober 2023                             | Wales – Kroatië                             | 2 – 1                                       | EK 2024 kwalificatie                        |
| 40                                          | 18 november 2023                            | Armenië – Wales                             | 1 – 1                                       | EK 2024 kwalificatie                        |
| 41                                          | 21 november 2023                            | Wales – Turkije                             | 1 – 1                                       | EK 2024 kwalificatie                        |
| 42                                          | 21 maart 2024                               | Wales – Finland                             | 4 – 1                                       | EK 2024 kwalificatieplay-off                |
| 43                                          | 26 maart 2024                               | Wales – Polen                               | 0 – 0 (4 – 5 n.s.)                          | EK 2024 kwalificatieplay-off                |
| 44                                          | 6 juni 2024                                 | Gibraltar – Wales                           | 0 – 0                                       | Vriendschappelijk                           |
| 45                                          | 9 juni 2024                                 | Slowakije – Wales                           | 4 – 0                                       | Vriendschappelijk                           |

## Erelijst
Watford FC
- Football League Second Division

1997/98
- Football League First Division play-offs

1999
1 Hennessey ·
2 Gunter ·
3 Williams ·
4 B. Davies ·
5 Lockyer ·
6 Rodon ·
7 Allen ·
8 Wilson ·
9 T. Roberts ·
10 Ramsey ·
11 Bale  ·
12 Ward ·
13 Moore ·
14 C. Roberts ·
15 Ampadu ·
16 Morrell ·
17 Norrington-Davies · 
18 Williams ·
19 Brooks ·
20 James ·
21 A. Davies ·
22 Mepham · 
23 Levitt · 
24 Cabango · 
25 Colwill · 
26 Smith · 
Coach: Page
1 Hennessey ·
2 Gunter ·
3 N. Williams ·
4 B. Davies ·
5 Mepham ·
6 Rodon ·
7 Allen ·
8 Wilson ·
9 Johnson ·
10 Ramsey ·
11 Bale  ·
12 Ward ·
13 Moore ·
14 Roberts ·
15 Ampadu ·
16 Morrell ·
17 Lockyer ·
18 J. Williams ·
19 Harris ·
20 James ·
21 A. Davies ·
22 Thomas ·
23 Levitt ·
24 Cabango ·
25 Colwill ·
26 Smith ·
Coach: Page